# Rolf Winkes
Rolf Winkes, eigentlich Rudolf Matthias Winkes, (* 3. September 1941 in Köln) ist ein deutsch-amerikanischer Klassischer Archäologe.

## Leben
Nach dem Besuch des Dreikönigsgymnasiums in Köln studierte er in Köln, Marburg und Gießen Klassische Archäologie, Alte Geschichte, Griechisch und Ur- und Frühgeschichte. Im Februar 1969 wurde er bei Walter Hatto Gross in Gießen promoviert. 1967 war er mit einem DAAD-Stipendium in den USA und Kanada, nach der Promotion war er als Stipendiat am Franz Joseph Dölger-Institut in Bonn tätig und hielt Gastvorlesungen an der Brown University und der University of Oregon. Von 1970 bis zu seiner Emeritierung lehrte er als Professor für Klassische Archäologie und Kunstgeschichte an der Brown University in Providence, Rhode Island, zunächst als Assistant Professor, ab 1975 als Associate Professor und ab 1985 als Full Professor. Hier war er Mitbegründer des Centers for Old World Archaeology and Art (heute Joukowsky Institute for Archaeology and the Ancient World).
Sein Hauptforschungsgebiet ist die römische Kunst, insbesondere das römische Porträt. Als Ausgrabungsleiter war er 1991 bis 1998 in der Palaiopolis von Korfu (Griechenland) und 2004 bis 2009 in Tongobriga (Portugal) tätig.
Seit 1983 ist er Korrespondierendes Mitglied des Deutschen Archäologischen Instituts.

## Schriften (Auswahl)
- Clipeata imago. Studien zu einer römischen Bildnisform. Habelt, Bonn 1969 (Dissertation).
- mit Larissa Bonfante: Bibliography of the works of Margarete Bieber for her 90th birthday, July 31, 1969. Columbia University, New York 1969.
- Roman paintings and mosaics. Catalogue of the classical Collection. Museum of Art, Rhode Island, School of Design, Providence, RI 1982
- Livia, Octavia, Iulia. Porträts und Darstellungen (= Archaeologia Transatlantica 13). Providence, Louvain-la-Neuve 1995.
- (Hrsg.): Kerkyra. Artifacts from the Palaiopolis (the Kasfiki Site). Brown University, Providence, RI 2004.